# Garnison Tilsit
Die Garnison Tilsit war die nördlichste Garnison der preußischen Armee. Im Deutschen Reich beheimatete sie bis zur Räumung und Zerstörung Tilsits Truppenteile der Reichswehr und der Wehrmacht.

## Geschichte
Im Zweiten Nordischen Krieg wurde 1655 erstmals eine Kompanie brandenburgisch-preußischer Soldaten in Tilsit stationiert. Bereits 1659 standen hier etwa 1000 brandenburgische Reiter zusätzlich bereit, einen etwaigen Übergang der Schweden über die Memel abzuwehren; jedoch kam es damals lediglich zu kleineren Gefechten in Kurland. Wenige Jahre später, 1663, wurde das Regiment Schwerin ebenfalls nach Tilsit gelegt. Da es auch jetzt nicht zu Kämpfen gegen die Schweden kam, wurden die Schweriner 1664 wieder abgezogen. Erst als es dem schwedischen Feldmarschall Henrik Horn 1678 gelang in Preußen einzufallen, verloren die brandenburgischen Verteidiger die Ordensburg Tilsit und die Burg Ragnit. Am 29. Januar 1679 wurden die Schweden durch weitere Truppen unter Oberst Joachim Henniges von Treffenfeld in der Schlacht von Splitter geschlagen. Dabei erbeuteten sie eine Reiterstandarte, acht Dragonerfahnen und zwei Pauken. An diese Schlacht erinnert der Schwedenfriedhof in Splitter.

### Erste Stationierungen
Unter Friedrich von Dönhoff und Otto Magnus von Dönhoff wurde 1687 das bisherige Regiment Schwerin als Grenadier-Regiment 1 erneut nach Tilsit gelegt. Mit diesem Regiment, dem späteren in Ostpreußischen Grenadierregiment Nr. 1 „Kronprinz“, hatte Tilsit die erste stehende Truppe.
Im Nordischen Krieg wurde das Tilsiter Regiment nicht eingesetzt; es leistete Absperrdienst gegen die von Polen her eindringende Große Pest. Ihr erlagen 1.632 Tilsiter, etwa zwei Drittel der damaligen Bevölkerung. Im Rétablissement verhalfen Neubesiedlung und Verlegung starker Garnisonteile den entvölkerten Gebieten zu erneutem Aufschwung. So wurde von 1714 bis 1717 das Kürassier-Regiment des Markgrafen Albrecht Wolfgang von Brandenburg-Bayreuth nach Tilsit verlegt. Am 19. April 1717 entstand aus 600 kgl. sächsischen Reitern das Dragoner-Regiment von Wuthenau. Die sogenannte „Porzellan-Dragoner“ standen nach Teilungen und Unterbrechungen von 1727 bis 1920 – zuletzt als Dragoner-Regiment „Prinz Albrecht von Preußen“ (Litthauisches) Nr. 1 – in Garnison. Dazu kamen Teile der Husarenabteilung von Wuthenau (1723–1726), die Dockum-Husaren (1727–1732), die Cosell-Husaren (1732–1737) und das Husaren-Regiment „von Suter“ (1779–1782).
In Tilsit waren Teile des Infanterie-Regiments Nr. 2, des Kürassier-Regiments Nr. 8, Dragoner-Regiment Nr. 7, Husaren Nr. 1 und 5 stationiert. Sofern keine Übungen stattfanden, wurden Truppenteile zur Hauptsache für Landarbeiten freigestellt. Die Pferde bedeuteten für die Bauern eine wesentliche Hilfe. Andererseits war für deren Unterkunft durch die Bauern gesorgt. Nahe der königlichen Domäne Ballgarden wurden Häuser gebaut, die Handwerkern mit der Verpflichtung überlassen wurden, jeweils zwei Soldaten mit Pferden in Quartier zu nehmen. Um sich derartiger Auflagen zu entledigen, bauten die Bürger für eine Schwadron eine Kaserne in der späteren Kasernenstraße. Eine weitere Kaserne erstand bald darauf in der Königsberger Straße, am Meerwisch. Weitere Teile der Regimenter verblieben in der Kasernen- und Garnisonstraße in Bürgerquartieren. Exerzierplatz war zu jener Zeit der Anger. Die in der Deutschen Straße im Jahre 1730 erbaute Garnisonkirche musste, da sie zur Zeit des Siebenjährigen Krieges von den Russen als Magazin benutzt wurde, 1763 baufällig geworden, abgebrochen werden. An ihrer Stelle entstand für die Kinder der Tilsiter Truppenteile eine Garnisonschule. Die in Tilsit stationierten Dragoner kämpften in beiden Schlesischen Kriegen und während des Siebenjährigen Krieges in der Schlacht bei Groß-Jägersdorf.

#### Garnisonsschule
Die Garnison unterhielt seit 1779 eine Garnisonsschule, die eigens für die Kinder der Unteroffiziere und der Militärbeamten gegründet worden war. Erster Schullehrer war der ehemalige Dragoner Gottfried Althäuser, der den Schuldienst bis 1792 versah. Die Garnisonsschule bestand bis 1919.

### Befreiungskriege
Mit den ihm unterstellten Husaren-Abteilungen beim Korps L’Estocq kämpfte das Tilsiter Dragoner-Regiment Nr. 7 in der Schlacht bei Jena und Auerstedt. Wegen seiner besonderen Tapferkeit wurde es nach dem Frieden von Tilsit nicht aufgelöst, sondern am 14. September 1808 innerhalb der ostpreußischen Brigade unter der Bezeichnung Dragoner-Regiment „Prinz Albrecht von Preußen“ (Litthauisches) Nr. 1 (Gründungsjahr 1717) neu formiert. Es gehörte zum I. Armee-Korps (Preußen) unter Ludwig Yorck von Wartenburg, der am 1. Januar 1813 in das von der Grande Armée eiligst geräumte Tilsit einzog und hier sein Hauptquartier aufschlug. Das Dragoner-Regiment nahm an den Befreiungskriegen von 1813 bis 1815 teil.
Die Dragoner trugen kornblumenblaue Uniformen mit roten Axelklappen und gelben Knöpfen. Die Regimentsstärke war auf 23 Offiziere, 61 Unteroffiziere, 468 Mannschaften und 13 Trompeter festgesetzt. 1860 erhielt das Regiment eine weitere, die 5. Eskadron. Die 2. Eskadron wurde bis 1878 nach Ragnit abgegeben. Das DR 1 nahm am Deutschen Krieg und am Deutsch-Französischen Krieg teil. Aus Teilen ostpreußischer Kavallerie wurde am 1. August 1870 unter Oberstleutnant von Keltsch in Tilsit das Reserve-Dragoner-Regiment 1 aufgestellt. Bei der Durchfahrt durch Königsberg i. Pr. am 7. August 1870 zum Kriegseinsatz gegen Frankreich wurde diesem Reserve-Regiment vom Stellvertretenden Generalkommando die Standarte des früheren 1. Landwehr-Kavallerie-Regiments von 1813 übergeben.

### Kaiserreich
1878 konnte das ganze Dragoner-Regiment „Prinz Albrecht von Preußen“ (Litthauisches) Nr. 1 die neue Kaserne in der Bahnhofstraße beziehen. Eine Erweiterung der Tilsiter Garnison erfolgte 1885 durch das II. Bataillon des am 1. Juli 1860 in Königsberg aufgestellten Infanterie-Regiments „von Boyen“ (5. Ostpreußisches) Nr. 41, das in die neuerbaute Kaserne in der Stolbecker Straße einzog. Nachdem gegenüber der alten Infanteriekaserne in der Stolbecker Straße die Gebäude einer neuen Kaserne fertiggestellt worden waren, konnten 1901 der Regimentsstab und das I. Bataillon IR 41 sowie das Wehrbezirkskommando nach Tilsit verlegt werden. Ein Proviantamt wurde in der Magazinstraße zwischen Landwehr- und Lindenstraße angelegt. Nachdem das Bezirkskommando in die neue Infanterie-Kaserne gezogen war, konnten die freigewordenen Räume in der Fabrikstraße/Ecke Wasserstraße für die Erweiterung des Garnison-Lazaretts verwendet werden.
Eine Garnison hatte (schon damals) große wirtschaftliche Bedeutung. In Tilsit bereicherten zudem die Musikkorps und das Trompeterkorps der Dragoner das kulturelle Leben. Musikmeister waren Adolf Poggendorf, August Berger und Walter Harmens. Zu jener Zeit verkehrten auch die Offiziere der russischen Garnison Tauroggen gern in Tilsits Hotel de Russie. Das fünfzigjährige Jubiläum des IR 41 im Mai 1910 wurde groß gefeiert.

### Erster Weltkrieg
Der Erste Weltkrieg brachte für die Garnison und die Stadt manche Veränderungen. Im Verband der 1. Division (Deutsches Kaiserreich) rückte das IR 41 unter Oberst Schönfeld und das DR 1 unter Major Graf von Kanitz ins Feld. Ostpreußen sah sich zu Kriegsbeginn einer Offensive der russischen Armee ausgesetzt. Beide Regimenter bewährten sich hervorragend in der Schlacht bei Gumbinnen und der Schlacht bei Tannenberg (1914), erlitten aber hohe Verluste. Da Tilsit bereits am 21. August 1914 von sämtlichen Truppen geräumt war, wurden die Stadt und ihre Umgebung am 26. August von einigen Kompanien russischer Infanterie und von Kosaken besetzt. Quartier machten sie in der Dragonerkaserne. Die 43. russische Division unter General Iwan Alexejewitsch von Holmsen rückte am 30. August 1914 in Tilsit ein und biwakierte in Zelten vor der Stadt. Die Offiziere wurden in der Kaserne untergebracht. Am 12. September 1914 kam es zu Gefechten mit deutschen Truppen. Die Russen wurden geschlagen und entkamen über die Königin-Luise-Brücke. Um eine anschließende Sprengung der Brücke zu verhindern, eilte Hauptmann Fletcher voraus und zerhieb mit seinem Degen das bereits glimmende Zündkabel. 6000 Russen und General v. Holmsen gerieten in deutsche Kriegsgefangenschaft.
Zum Schutze der Grenzen wurde im Winter 1918/19 in aller Eile das Ostpreußische Freiwilligen-Korps gebildet. In Tilsit fanden die Grenzschutzeinheiten in der Dragonerkaserne und in den Kasernenblocks in der Stolbecker Straße Unterkunft. Am 21. Dezember 1918 kehrte das IR 41 in seine Garnisonstadt zurück. Nach viereinhalb Jahren Kriegszeit und einem Winterritt von 1500 km kehrte auch die 1. Kavalleriedivision aus der Ukraine zurück.

### Reichswehr
Obwohl der Friedensvertrag von Versailles die Gesamtstärke der Reichswehr auf 100.000 Mann festgesetzt hatte, blieb Tilsit Garnisonstadt. Die verbliebenen Soldaten bildeten den Stamm für die neuen Einheiten aus Kriegsfreiwilligen. Unter Hans von Seeckt bestand das Reichsheer aus sieben Infanterie- und drei Kavallerie-Divisionen. Aus den ehemaligen 41ern in der Stolbecker Straße wurde das neue Infanterie-Regiment 1 gebildet, das die Tradition des IR 41 „von Boyen“ (5. Ostpr.) weiterführte. Den Backsteinbau der alten Infanteriekaserne in der Stolbecker Straße bezogen vier zum Teil berittene Hundertschaften der Landespolizei. Am 1. Februar 1920 entstand das neue Reiter-Regiment 1, das aus dem Dragoner-Regiment Prinz Albrecht von Preußen (Litthauisches) Nr. 1 gebildet wurde. Die 1. und 4. Eskadron bezogen die Dragonerkaserne in der Bahnhofstraße. Die Soldaten beider Regimenter wurden auf eine zwölfjährige Dienstzeit verpflichtet.
Zur Tilsiter Garnison gehörte eine Heeresfachschule, in der sich die älteren Unteroffiziere und Mannschaften auf den späteren Zivilberuf vorbereiten konnten. Die gespannte Lage an den Grenzen Ostpreußens verlangte es, dass auch die Tilsiter Eskadrons des neuen Reiter-Regiments „Gewehr bei Fuß“ Grenzen und Ereignisse im Auge behielten. Im August 1920 wurde ihr Einsatz notwendig: Im Polnisch-Sowjetischen Krieg waren 42.000 Russen der 1. Roten Reiterarmee mit ihrem Kommandeur Semjon M. Budjonny auf deutsches Hoheitsgebiet übergetreten, um einer unausweichlichen Gefangennahme durch Polen zu entgehen. Vor allem musste ein Nachrücken polnischer Truppen in die Johannisburger Heide verhindert werden. Das IR 1 hatte die übergetretenen Russen in das Internierungslager Arys zu bringen.
An das frühere IR 41 erinnerte ein Denkmal im Schützengarten. Ein weiteres Denkmal wurde am 20. Juli 1924 für das Dragoner-Regiment 1 mit den Namen der Gefallenen des Krieges 1914/18 feierlich eingeweiht. Dieses Denkmal stand am Thesingplatz bei der Neuen Kirche.
Am 1. Oktober 1934 wurde das Reiter-Regiment 1 in Insterburg zusammengezogen. Das Abrücken der Reiter aus der Dragonerkaserne war für Tilsits Bevölkerung ein Einschnitt. In die nunmehr umbenannte „Yorck“-Kaserne in der Bahnhofstraße wurde die III. Abteilung des Artillerie-Regiments 1 gelegt. Ihr angegliedert wurde zeitweise ein Ersatz-Ausbildungsbataillon. Als die Landespolizei die alte Infanterie-Kaserne in der Stolbecker Straße geräumt hatte, zog dort (bis zur Fertigstellung der „Kurfürsten“-Kaserne in Stolbeck) die Radfahrabteilung 1 ein. Das II. Bataillon des IR 1 wurde nach Insterburg verlegt. An dessen Stelle bezog das Ausbildungs-Bataillon des Infanterie-Regiments Gumbinnen die „Boyen“-Kaserne in der Stolbecker Straße, aus dem 1935 das III. Bataillon IR 43 wurde. Zur Ausbildung ungedienter Jahrgänge wurde zeitweilig ein Ersatz-Bataillon in die „Boyen“-Kaserne gelegt. Kommandeur dieses Ausbildungsbataillons war Oberstleutnant Völkers, 1934/35 zugleich Standortältester.
Das (namhafte) Musikkorps des IR 1 (Stabsmusikmeister Thiedecke) kam zum III. Bataillon IR 43. Geleitet wurde es von Heinz Michalowski, dem jüngsten Musikmeister des Deutschen Reiches. Das Korps war ebenfalls in der „Boyen“-Kaserne in der Stolbecker Straße untergebracht. Anlässlich der „Saar-Rückkehr“ brachte es am 1. März auf dem Anger einen Großen Zapfenstreich.

### Wehrmacht
Der Anschluss Österreichs, die Besetzung des Sudetenlands und die Zerschlagung der Rest-Tschechei blieben wegen der großen Entfernungen ohne direkte Auswirkungen auf die Tilsiter Garnison. Am 22. März 1939 wurde bekanntgegeben, dass Litauen das Memelland an Deutschland zurückgegeben habe. Das III. Bataillon, voran der Spielmannszug und das Musikkorps, marschierte über die Königin-Luise-Brücke in das Memelland ein.
Vor Ausbruch des Zweiten Weltkrieges gehörten folgende Einheiten der Wehrmacht zur Tilsiter Garnison:
- III. Bataillon I.R. 43 unter Oberstleutnant Fixson[6]
- III. Abteilung des Artillerie-Regiments 1 unter Major Kurt Hähling
- Radfahr-Abteilung 1 unter Major Maximilian von Edelsheim
- Wehrbezirkskommando Tilsit unter Oberstleutnant Walter Simniok[7]
- Landwehrkommando Insterburg in Tilsit, Ausbildungsleiter Major Erich Balla
- Tilsiter Sanitätsstaffel
- Wehrmeldeamt
- Wehrmachts-Fürsorgeoffizier in Tilsit.

Im Krieg blieb Tilsit eine beliebte Garnisonstadt. In sämtliche Kasernenbauten wurden Ersatztruppen gelegt. Die Kurfürstenkaserne diente als Reserve-Lazarett. Einheimische und fremde Soldaten liebten die kulturell und historisch reiche Stadt. Schweres Hochwasser der Memel überflutete 1941 Stadt und Land, auch die Deutschordenskirche. Alle verfügbaren Einheiten der Tilsiter Garnison leisteten Hilfe.

## Untergang Tilsits
Ab 1943 zerstörtem immer stärkere sowjetische Bombenangriffe Tilsits Innenstadt, besonders die Deutsche Straße vom Fletcherplatz bis zum Deutschen Tor. Eine wirksame Abwehr gegen die Fliegerangriffe gab es nicht mehr. Im Juli und August 1944 wurden Frauen, Kinder und alte Bewohner in grenzfernere Teile Ostpreußens evakuiert. Die 700 Jahre alte Stadt versank in Schutt und Asche. Die militärische Lage machte im Oktober 1944 die Evakuierung auch des Restes der Zivilbevölkerung unabwendbar. Am 19. Oktober setzte der erste Artilleriebeschuss auf Tilsit ein. Am 22. Oktober wurde einer Pioniereinheit die Sprengung der Königin-Luise-Brücke und der Eisenbahnbrücke befohlen, die Rote Armee besetzte fast gleichzeitig das rechte Memelufer, und drei Monate später, nach mehrtägigen Kämpfen mit Wehrmacht und Volkssturm, auch die Stadt am 18. bis 20. Januar 1945.